# Hans Van Alphen
Hans Van Alphen (ur. 12 stycznia 1982 w Turnhout) – belgijski lekkoatleta specjalizujący się w wielobojach.
W 2007 został wicemistrzem uniwersjady oraz zajął jedenaste miejsce na mistrzostwach świata. Nie ukończył rywalizacji podczas igrzysk olimpijskich w 2008 roku. Na piątej pozycji ukończył rywalizację podczas mistrzostw Europy w Barcelonie (2010), a na dziewiątym miejscu uplasował się na halowych mistrzostwach Europy w Paryżu (2011). Podczas igrzysk olimpijskich w 2012 roku ukończył dziesięciobój na czwartym miejscu. Cztery lata później na mistrzostwach Europy w Amsterdamie nie ukończył rywalizacji w dziesięcioboju.
Medalista mistrzostw Belgii oraz reprezentant kraju w pucharze Europy w wielobojach lekkoatletycznych.
Rekordy życiowe: siedmiobój (hala) – 5938 pkt. (6 marca 2011, Paryż); dziesięciobój (stadion) – 8519 pkt. (27 maja 2012, Götzis), jest to aktualny rekord Belgii.

## Osiągnięcia
| Rok  | Impreza                              | Miejsce   | Konkurencja   | Pozycja     | Wynik     |
| ---- | ------------------------------------ | --------- | ------------- | ----------- | --------- |
| 2002 | II liga pucharu Europy w wielobojach | Maribor   | dziesięciobój | 17. miejsce | 6840 pkt. |
| 2006 | II liga pucharu Europy w wielobojach | Monzón    | dziesięciobój | 6. miejsce  | 7235 pkt. |
| 2007 | I liga pucharu Europy w wielobojach  | Szczecin  | dziesięciobój | 1. miejsce  | 7930 pkt. |
| 2007 | Uniwersjada                          | Bangkok   | dziesięciobój | 2. miejsce  | 8047 pkt. |
| 2007 | Mistrzostwa świata                   | Osaka     | dziesięciobój | 11. miejsce | 8034 pkt. |
| 2008 | Igrzyska olimpijskie                 | Pekin     | dziesięciobój | –           | DNF       |
| 2010 | Mistrzostwa Europy                   | Barcelona | dziesięciobój | 5. miejsce  | 8072 pkt. |
| 2011 | Halowe mistrzostwa Europy            | Paryż     | siedmiobój    | 9. miejsce  | 5938 pkt. |
| 2012 | Igrzyska olimpijskie                 | Londyn    | dziesięciobój | 4. miejsce  | 8447 pkt. |
| 2016 | Mistrzostwa Europy                   | Amsterdam | dziesięciobój | –           | DNF       |